# Paraldehído
El paraldehído es la forma cíclica de tres moléculas (trímero) de acetaldehído.  Es un líquido incoloro o amarillo pálido, ligeramente soluble en agua y altamente soluble en alcohol.  Tiene usos industriales y médicos.
Fue sintetizado por primera vez en 1829 por Wildenbusch.
El paraldehído se descompone rápidamente en presencia del aire, volviéndose color café y produciendo un olor a ácido acético (y debe ser descartado entonces). Reacciona rápidamente con la mayoría de los plásticos y el hule.